# Miechucino
Miechucino (kaszub. Miechùcëno) – wieś kaszubska w Polsce, położona w województwie pomorskim, w powiecie kartuskim, w gminie Chmielno, nad jeziorem Wielkim i przepływającą przez akwen jeziora rzeką Łebą.
Miechucino leży na obszarze Pojezierza Kaszubskiego i znajduje się na terenie Kaszubskiego Parku Krajobrazowego. Na północ od wsi zaczyna się kompleks Lasów Mirachowskich z rezerwatami przyrody Leśnym Oczkiem i Staniszewskim Błotem.
Miechucino jest siedzibą sołectwa, w skład którego wchodzą również Miechucińskie Chrósty, Strysza Góra, Koryta i Glinno. Wieś leży na trasie linii kolejowej Kartuzy-Sierakowice-Lębork (obecnie zawieszonej) i przy drodze wojewódzkiej nr 211. Znajduje się tu również placówka ochotniczej straży pożarnej.

## Integralne części wsi
| SIMC    | Nazwa                 | Rodzaj    |
| ------- | --------------------- | --------- |
| 0160070 | Glinno                | część wsi |
| 0160086 | Koryta                | część wsi |
| 0160092 | Miechucińskie Chrósty | część wsi |
| 0160100 | Strysza Góra          | część wsi |

## Historia
Prefiks w nazwie Miechucina wskazuje na pochodzenie nazwy od imienia własnego Miechota. Od końca I wojny światowej wieś znajdowała się ponownie w granicach Polski (powiat kartuski). Do 1918 obowiązującą nazwą niemieckiej administracji dla Miechucina było Miechutschin. Podczas okupacji niemieckiej nazwa Miechutschin w 1942 została przemianowana na bardziej niemiecką – Mechenhof.
Wieś królewska w starostwie mirachowskim w województwie pomorskim w II połowie XVI wieku. W latach 1954–1959 wieś należała i była siedzibą władz gromady Miechucino, po jej zniesieniu w gromadzie Chmielno. W latach 1975–1998 miejscowość administracyjnie należała do województwa gdańskiego.

## Zabytki
Według rejestru zabytków NID na listę zabytków wpisany jest zespół dworca kolejowego „Miechucino” z początku XX w., nr rej.: 1109 z 27.10.1994:
- dworzec
- przepompownia
- wieża ciśnień
- sanitariaty
- piwnica-magazyn
- torowisko z urządzeniami.

Ponadto we wsi zachował się czworak dworski.
Nad Jeziorem Wielkim znajduje się park rekreacyjny z promenadą i placem zabaw.

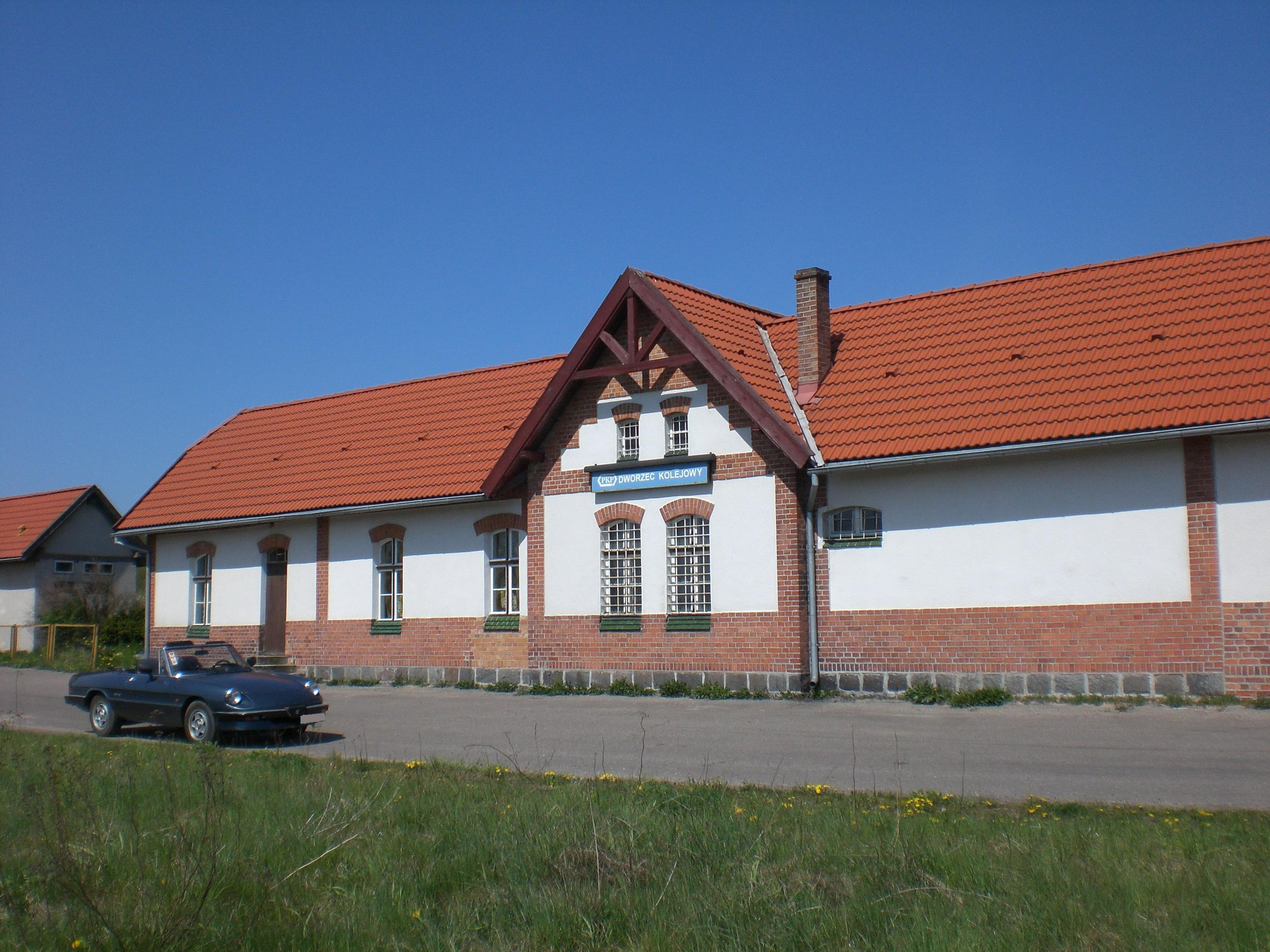
Nieczynna stacja kolejowa
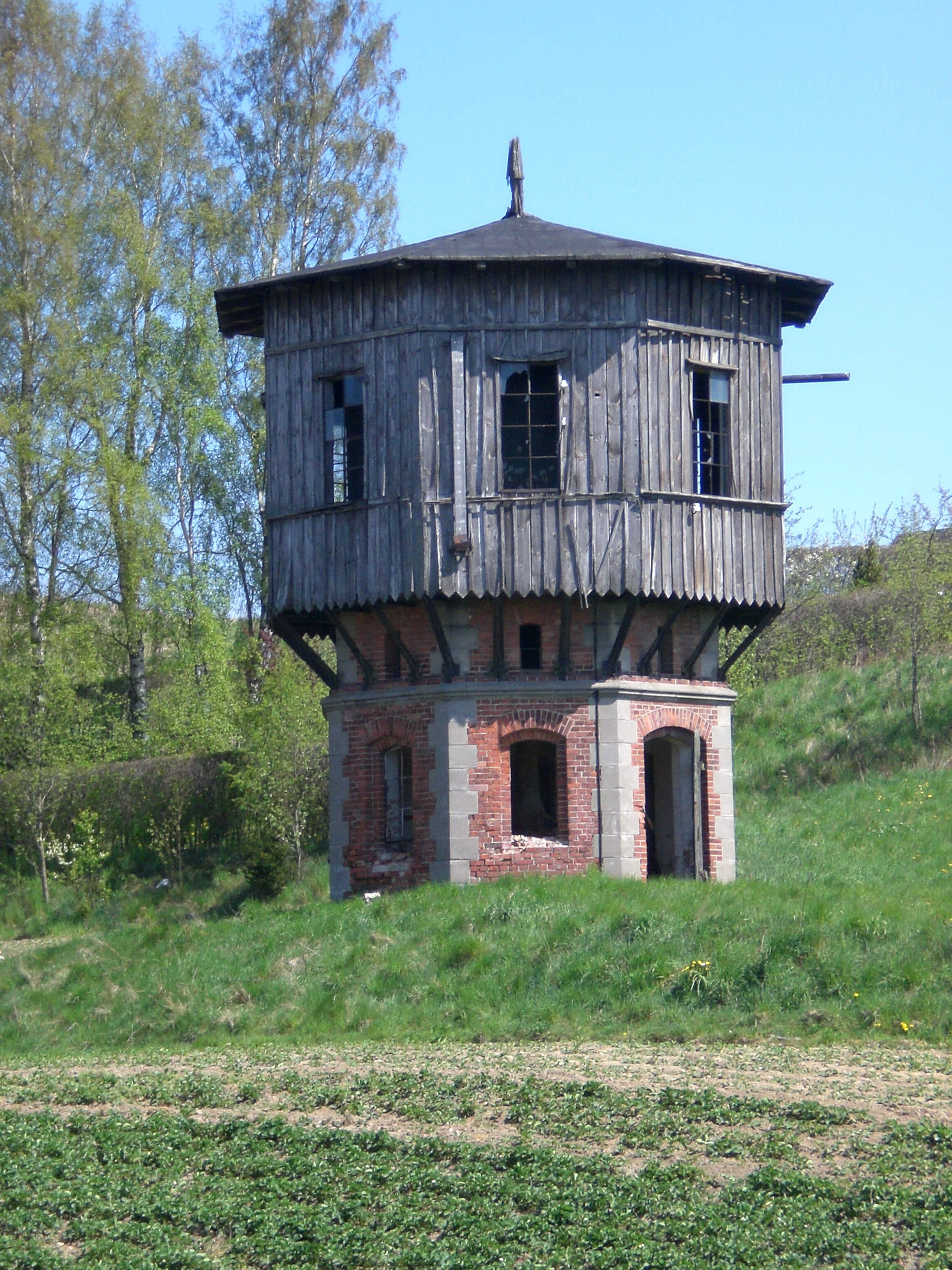
Wieża ciśnień
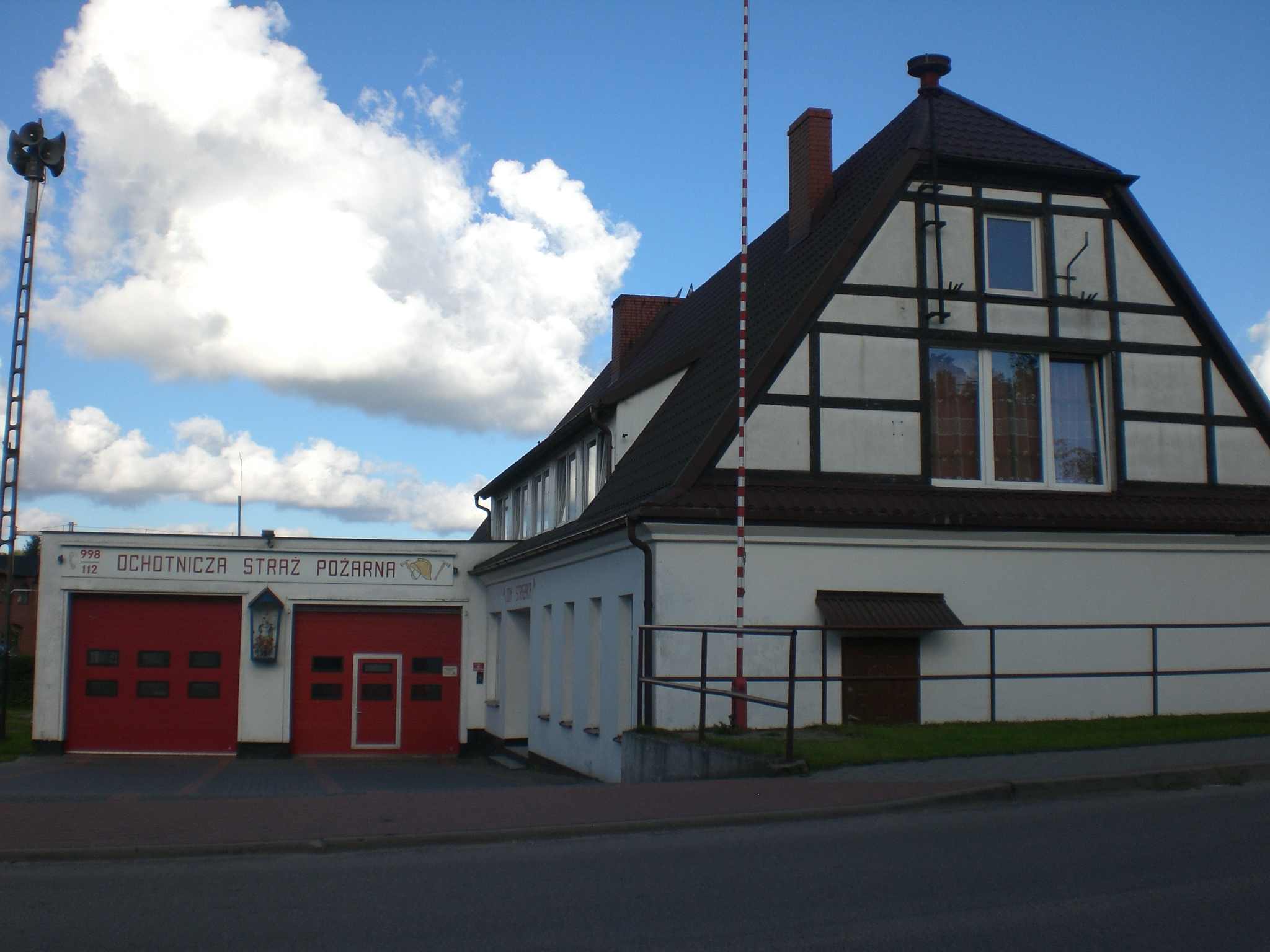
OSP Miechucino
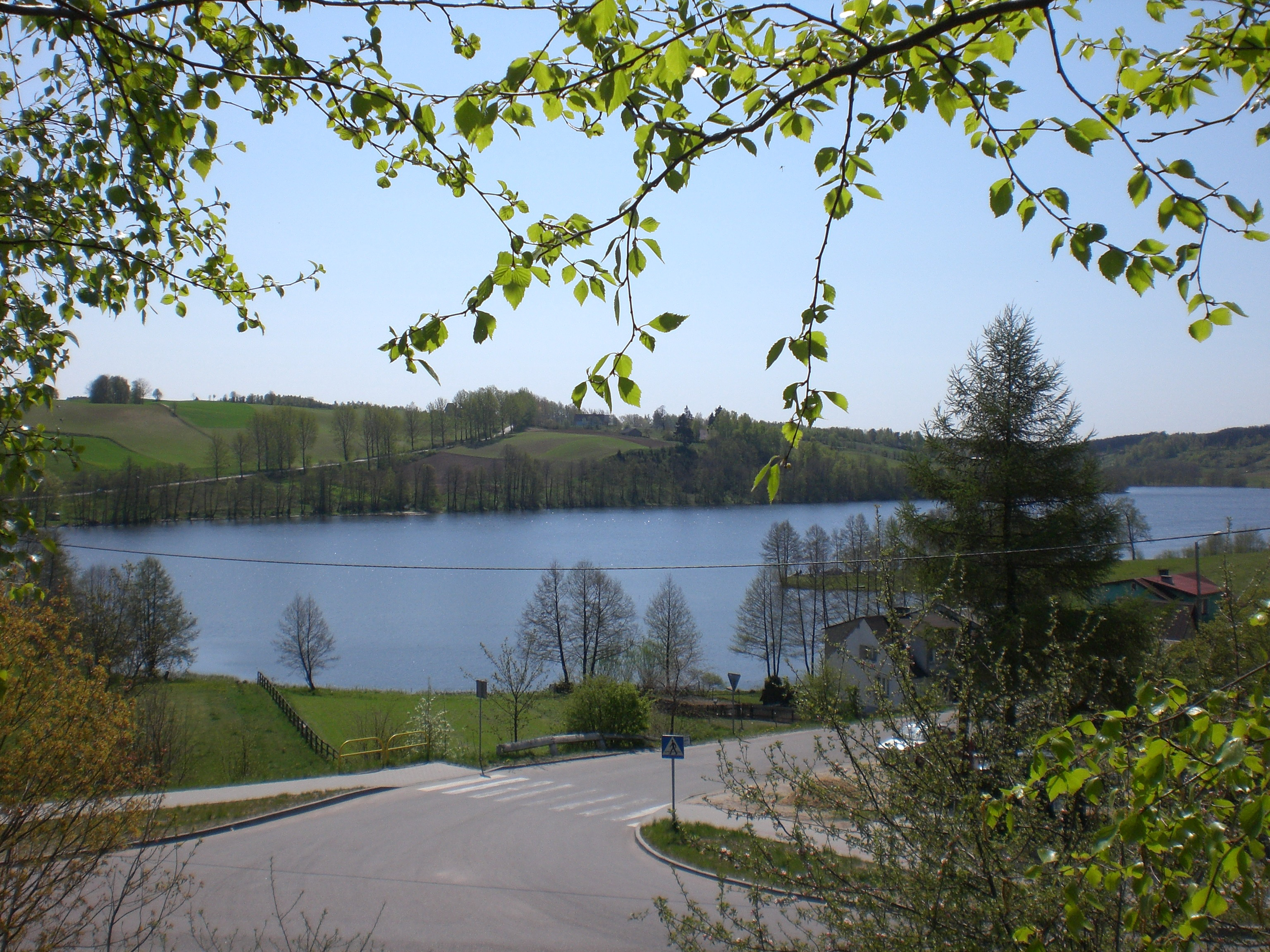
Jezioro Wielkie w Miechucinie